# 妖怪探偵ちまちま
『妖怪探偵ちまちま』（ようかいたんていちまちま）は、1984年にボーステックから発売されたSMC-777用コンピュータゲームである。
本稿では移植版についても解説する。
本作は、1984年にボーステックが開催した「ボーステック第1回プログラムコンテスト」で最優秀賞を受賞した作品を製品化したコンピュータゲームであり、目玉おやじのような風貌をした妖怪探偵ちまちまが妖怪一味から小百合ちゃんを取り戻す内容となっている。
プレイヤーは、ちまちまを操作して各ステージにいる20体の妖怪をすべて倒せばクリアとなり次のステージへ移動できる。
ステージはじぞう森の1丁目から9丁目までの全9面あり、日本編と西洋編に分かれている。
スペースバーを押すとちまちまの武器である火の玉が素早く発射され、妖怪の中央に当たると倒すことができるほか、もう一度スペースバーを押すと爆風を発生させて複数の妖怪をまとめて倒すことができる。ただし、火の玉とちまちまの動きは連動している上、ちまちまが妖怪に触れたり爆風に巻き込まれるとミスとなる。

## 移植
PC-8801版
妖怪カーの仕様が「マップを一周して妖怪を一か所に集める」というものになっている。
2015年8月4日から、プロジェクトEGGにて無料で配信された。
MSX版
妖怪カーの仕様が「規定数の妖怪を倒せなくても乗って移動するだけでクリアとみなされる」というものに変更されている。
iモード版
ボーステックが運営するiモード向けアプリ配信サイト「iゲーム大好き！」にて2004年12月8日から配信されたバージョン。
グラフィックがアレンジされたほか、操作性も改善された。また、独自機能として、面クリア数によるランク付けが追加された。
iOS版
MSX版をiOS向けに移植したもの。上下左右キーやスペースバーはタッチパネルの左右に表示されるが、オプションでキー配列を変更することも可能である。
2009年5月1日にD4エンタープライズから有料で配信されていたが、2016年3月11日をもって配信終了した。
また、2014年8月13日には『CHIMA CHIMA MSX』という題名で無料配信されていたが、2016年10月25日をもって配信終了した。
Nintendo Switch版
PC-8801版を移植したもの。2024年1月25日に『EGGコンソール 妖怪探偵ちまちま PC-8801』Nintendo Switch対応ダウンロード版がリリースされた。